# Tom Clark (DJ)
Tom Clark (Thomas Haertel; * 1. April 1971 in Berlin) ist ein deutscher Techno- und House-DJ, -Musiker und Labelbetreiber.

## Leben und Werdegang
Clark sammelte auf Schulpartys erste Erfahrungen als DJ. Mit Kassettenrekordern nahm er eigene Mixe aus Hip-Hop-, Disco-, NDW- und Rockstücken auf. Seit 1992 legte er in Berliner Clubs und auf Raves auf. Unter anderem trat er regelmäßig im Tresor und im E-Werk auf. Später folgten Auftritte bei Großveranstaltungen wie der Mayday, der Love Parade, dem Chromapark, dem Danube Rave oder Rave & Cruise. Mit dem Magazin Frontpage ging er ab November 1994 auf die bundesweite Frontpage High Five Tour, deren 14 Veranstaltungen von über insgesamt 20.000 Gästen besucht wurden.
Ab 1995 begann er mit der Produktion eigener Musikstücke. Gemeinsam mit Dirk Lunkenheimer (Curtis IC) gründet er verschiedene Musikprojekte, wie z. B. Klark Technik und X-Men. Später produzierte er unter anderem mit Felix Rennefeld (Alexander Marcus), Steve Bederski (Trike) und Jens Augustowsky (DJ Zky). Im Mai 1997 gründet Clark gemeinsam mit Thomas Alexander das Label Gold Plate Music, auf dem unter anderem Künstler wie Adel Hafsi, Autotune und Funkwerkstatt veröffentlichten. Im Jahr 2000 gründete er das Label Highgrade Records, mit dem er sich Clark eher der Produktion minimalen Techhouse verschrieben hat.
Sein Debütalbum King Tide erschien 2002 bei Morris / Audio. Das zweite Album Service Station folgte 2006 auf seinem eigenen Label Highgrade Records. Gemeinsam mit den Musikern Adel Hafsi, Daniel Dreier, Todd Bodine und Markus Homm gründete er 2010 das Projekt Highgrade Disharmonic Orchestra.
Als Remixer produzierte er unter anderem Neubearbeitungen für Members of Mayday (Great, 1995), D.Diggler (Cherrypoppers, 2001), Alexander Kowalski (Delicious, 2002) und SCSI-9 (Wild Flowers, 2006).
In Berlin legt Clark als Resident-DJ in der Panorama Bar, beziehungsweise dem Berghain, dem Watergate und dem Arenaclub auf. Daneben tritt er auch im europäischen Ausland und Australien als DJ auf. In Berlin-Wedding betreibt er seit 2013 den Music-Club Anita Berber, der im Juni 2023 u. a. aufgrund von Problemen mit den örtlichen Ämtern schließen soll.

## Diskografie (Auswahl)

### Alben
- 2002: Tom Clark – King Tide (Morris / Audio)
- 2006: Tom Clark – Service Station (Highgrade Records)
- 2010: Tom Clark – Pressure Points (Highgrade Records)
- 2011: Highgrade Disharmonic Orchestra – Multilayer (Highgrade Records)

### Singles und EPs
- 1995: Klark Teknik – Sling (Amtrax)
- 1996: Klark Teknik – Overdub / She Wants (Amtrax)
- 1996: X-Men – Untitled (Tanjobi)
- 1997: Klark Teknik –  Drive By Shooting (Gold Plate Music)
- 1997: Tom Clark & Curtis IC – Warm Up (Raw Elements)
- 1997: Schach Matt – Spiel Der Könige (Gold Plate Music)
- 1997: Tom Clark – The Meeting (Gold Plate Music)
- 1998: Tom Clark – Laylines (Morris / Audio)
- 1998: T.H. Reingold – All That Glitters... (Gold Plate Music)
- 1998: T.H. Reingold – Gold Rush (Gold Plate Music)
- 1999: T.H. Reingold Featuring Mad Max – Sophisticated (Gold Plate Music)
- 2000: Tom Clark – Memory (Gold Plate Music)
- 2000: Tom Clark – Glas (Rampe D)
- 2001: Tom Clark – Adult Membership (SuperBra)
- 2001: Tom Clark – Circlemaker (Highgrade Records)
- 2001: Tom Clark – Laylines Vol. 2 (Morris / Audio)
- 2002: Tom Clark – Nightwatch (Morris / Audio)
- 2003: Tom Clark – 2 Lanes (Laufwerk)
- 2003: Tom Clark – Circlemaker II (Highgrade Records)
- 2004: Tom Clark – Midnight Traveller (Highgrade Records)
- 2004: Tom Clark – In The Cage (Morris / Audio)
- 2005: Tom Clark – Laylines Vol. 3 (Morris / Audio)
- 2007: Tom Clark – Service Station Remixes Part I (Highgrade Records)
- 2007: Tom Clark – Service Station Remixes Part II (Highgrade Records)
- 2009: Tom Clark – Scorpio (Highgrade Records)
- 2009: Tom Clark & Benno Blome – Pheromonia (Highgrade Records)
- 2011: Tom Clark And Benno Blome feat. A Guy Called Gerald – Falling (Highgrade Records)
- 2011: Martin Eyerer & Tom Clark – Sooner Or Later EP (Miniload Records)
- 2011: Highgrade Disharmonic Orchestra – Dizzy Horns (Highgrade Records)
- 2011: Highgrade Disharmonic Orchestra – Second Wind (Highgrade Records)
- 2012: Highgrade Disharmonic Orchestra – Rebels EP (Highgrade Records)